# Bohemio News
Bohemio News es un periódico en español con sede en San Francisco, California. Fue fundado en enero de 1971, siendo uno de los 10 periódicos hispánicos más antiguos de los Estados Unidos. Sus propietarios son hispánicos.

## Distribución
Bohemio News es un periódico semanal que se distribuye todos los viernes por cuatro regiones: 
1. El sur de San Francisco y el distrito Mission,
2. La península y el condado de Santa Clara,
3. San José a través del Bay Bridge a Oakland, Berkeley, San Pablo, Richmond, Newark, Hayward, Union City, Freemont y San Leandro,
4. Desde el Golden Gate a San Rafael y Napa.

Bohemio News también se distribuye en más de 600 bibliotecas, Universidades de California y otras partes de los EE. UU.

## Secciones
1. Noticias Locales
2. Noticias Nacionales
3. Noticias de América Latina
4. Noticias Internacionales
5. Negocios
6. Viajes
7. Deportes
8. Entretenimiento
9. Arte y Cultura
10. Educación
11. Familia
12. Comida
13. Gobierno
14. Salud
15. Automotríz
16. Inmigración
17. Tecnología
18. Bienes Raíces
19. Editoriales
20. Columnas
21. Estilos de Vida y Modas.

Secciones especiales:
1. Calendario de Eventos
2. Clima
3. Concursos
4. Organizaciones Latinas
5. San Franciso Museum of Contemporary Hispanic Art
6. Libros